# Malhador
Malhador é um município brasileiro do estado de Sergipe. Fundado em 1953, Malhador localiza-se no centro do estado, ficando a 49 km de distância da capital, Aracaju.

## História
Bem no centro do Estado de Sergipe, num planalto, está edificada a sede do município de Malhador, a 49 quilômetros de Aracaju. Com terras, excelentes para a agricultura o local onde se encontra Malhador é alto e seguro. Tornou-se um ponto certo para os criadores levarem seus rebanhos. Daí a explicação do seu nome: “lugar alto e plano onde o gado se deita para ruminar e descansar”. Curiosamente, o município não nasceu a partir da construção de uma capela, mas as primeiras casas surgiram para que os vaqueiros da cidade de Itabaiana (Sergipe) pudessem descansar.
A igreja de Malhador custou muito suor e trabalho. Anos e anos de coletas, leilões, ajudas para construí-la. Foi construída aos poucos, aos pedaços. A ideia, estimulada pelo padre de Riachuelo (Sergipe), Manoel José de Oliveira, português de quatro costados, conservador, mas dinâmico, preocupado com o seu rebanho. Mas foi padre João Marinho de Souza, também português, que iniciou, em 1933, a construção. Construídas as bases, só em 1936 é feito o altar. É de se destacar o trabalho de Lúcio Pedreiro, e de Zé de Beata, os dois grandes mestres da obra.
A base da sua economia era, e continua até hoje sendo a agricultura. Um dos principais produtos agrícolas é o inhame, da família dos tubérculos, que se desenvolve de acordo com a quantidade de água que lhe é fornecida. O forte poder econômico gerado a partir dessa produção pode ser comprovado pelos resultados alcançados pelas famílias envolvidas no plantio.
Atualmente Malhador é conhecida como a terra do Inhame.
A cidade de Malhador é detentora de um grande manancial de água, represada através da barragem do rio Jacarecica II, na divisa com o município de Areia Branca.

### Povoamento
Os primeiros registros da existência de Malhador são do final de 1660. Mas apesar da influência e da proximidade com a cidade de Itabaiana, quando Riachuelo se tornou vila, em 1874, Malhador passou a ser dependente dela. Essa dependência trouxe alguns frutos, como por exemplo a cana-de-açúcar, que tinha em Riachuelo uma gigantesca produção.
Malhador chegou a ter os engenhos do Caboclo, que iria pertencer a Augusto da Santa Rosa; o do Motaca, de José Joaquim de Santana Cardoso e o de Conguandá, de José Tavares.
Algum tempo depois, dois deles acabaram se transformando em alambiques e fazendas de criação de gado, restando somente o engenho Motaca em atividade, nas mãos de João Cardoso. Neste ínterim, havia a Fábrica de Farinha do Saco do Fundo pertencente a Mário Geraldo das Mercês e a Ferramentaria com Usinagem dos senhores José e Manoel Dalcin, os quais encerraram suas atividades em meados dos anos 50 do século passado.
Partes destes engenhos podem ser encontradas no Museu Afro-Brasileiro em Laranjeiras
Houve quem pretendesse mudar o nome de Malhador para São José, nome do Padroeiro, no entanto, a tentativa não logrou êxito.

### Origem do nome
As matas já cobriram as terras de Malhador, a sombra dessas árvores servia de abrigo e descanso para os viajantes e seus animais. O gado pastava, descansava e ruminava. Em torno desse ponto de descanso de viajante e malhador de gado, surgiu um ponto de compra, troca e venda que foi crescendo e logo chegou a ser povoado, pertencente a Riachuelo (Sergipe). Etimologicamente o termo Malhador significa lugar plano onde o gado se deita para descansar.
Pelo significado etimológico do nome, pode-se deduzir que a primeira povoação teve origem como ocorre com outros municípios de Sergipe, em um curral de gado ou mesmo uma grande fazenda. Segundo seus antigos moradores, tentaram uma vez mudar seu nome e chamá-lo de São José mas não deu certo, a tradição e o povo falou mais alto. O tempo passou e o nome ficou.

## Política

### Formação Administrativa
Malhador, aos poucos foi crescendo, como povoado, Malhador, já tinha sua feirinha.  Por volta de 1920, Malhador já era o mais importante de Riachuelo (Sergipe). Em virtude do seu desenvolvimento, alguns moradores chegaram a propor mudar o nome do município, mas a ideia não prosperou.
A vila de Malhador foi levada a condição de cidade no governo de Arnaldo Rollemberg Garcez. Através de decreto da Assembleia Legislativa,o governo sancionou a lei N° 525-A, com data de 25 de novembro de 1953. Essa lei não criou somente o município de Malhador, junto ele foram criados também os municípios de Amparo de São Francisco, Barra dos Coqueiros, Carira, Cumbe, Itabi, Macambira, Malhada dos Bois,Monte Alegre de Sergipe, Pacatuba (Sergipe), Pedrinhas, Pinhão (Sergipe), Poço Redondo, Poço Verde, Tomar do Geru e Pinhão (Sergipe). Como o município criado e agora desmembrado de Riachuelo, a instalação do mesmo passou a depender da eleição e posse de prefeitos e vereadores.
A partir de 25 de novembro de 1953, Malhador já podia eleger seus dirigentes, ter administração própria , decretar e arrecadar tributos , aplicar a suas rendas, organizar os serviços públicos locais. Realizava-se desse modo o sonho dos seus habitantes acalentados durante anos. Malhador passa a ser sede do município com o mesmo nome. Entre os seus povoados e comunidades estão:
- Adique;
- Alecrim;
- Antas;
- Araças;
- Gavião;
- Jorge;
- Maxixe;
- Palmeiras;
- Pica-Pau;
- Saco-Torto;
- Saco do Fundo;
- Poço Terreiro;
- Santo Isidoro;
- Siebra;
- Tabua.

### Prefeitos da cidade
- João Ribeiro Cardoso (1955 - 1958)
- João Mário Prado de Santana (1959 - 1962)
- João Ferreira Lima (1963 - 1964)
- Francisco Passos de Oliveira (1967 - 1970)
- Osvaldo Vieira de Faro (1971 - 1972)
- Abelardo Maurício Prado de Santana (1973 - 1976)
- Givaldo Alves da Invenção (1977 - 1982)
- Osvaldo Vieira de Faro (1983 - 1988)
- José Alves de Araújo (1989 - 1992)
- Antônio Carlos da Cruz (1993 - 1996)
- José Alves de Araújo (1997 - 2000)
- José Alves de Araújo (2001 - 2004)
- Marcos Elan Alves  Araújo (2005 - 2008)
- Sarina Moreira da Silva Faro (2009 - 2012)
- Elayne de Oliveira Araújo (2013 - 2016)
- Elayne de Oliveira Araújo (2017 - dias atuais)

## Geografia
Localiza-se bem no centro do Estado de Sergipe, num planalto,edifica-se a sede do município de Malhador, a 49 km de Aracaju, sua respectiva capital, de acordo com a divisão fisiográfica do Estado de Sergipe. O município, cujas coordenadas geográficas são: latitude 10º39'28" sul e a uma longitude 37º18'17" oeste, tem sua sede edificada na parte sul do território do município, a pequena distância da margem esquerda do rio Jacarecica, estando a uma altitude de 251 metros. Sua população, conforme estimativas do IBGE de 2021, era de 12 689 habitantes.

### Clima

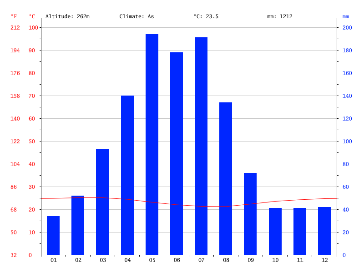
Climatograma de Malhador

O clima do município é bastante salubre, sobretudo na região situada a leste da sede municipal. Apesar da vegetação hoje, escassa, o clima é agradável, com características do tipo temperado no qual ocorrem pequenas variações de temperatura durante o ano. No clima megatérmico úmido com moderada deficiência no verão, são observadas precipitações pluviométricas anuais em torno de 1.410,0 milímetros de chuva por ano, bem como apresenta temperaturas médias anuais em torno de 23 °C. Neste clima, apresenta-se duas estações distintas, o verão que se manifesta a partir do mês de agosto, indo até meados de abril e o inverno bem mais curto que vai de maio até mais ou menos o início de agosto.

## Cultura
Todo dia 1 de agosto é comemorado o Dias e Águas é uma cavalgada que sai de Areia Branca até Malhador é uma tradição centenária entre as duas cidades vizinhas inclusive é feriado municipal em ambas cidades.

## Feriados
Primeira segunda-feira de agosto, Dias e Águas.
25 de novembro, Emancipação Política de Malhador.

## Fotos

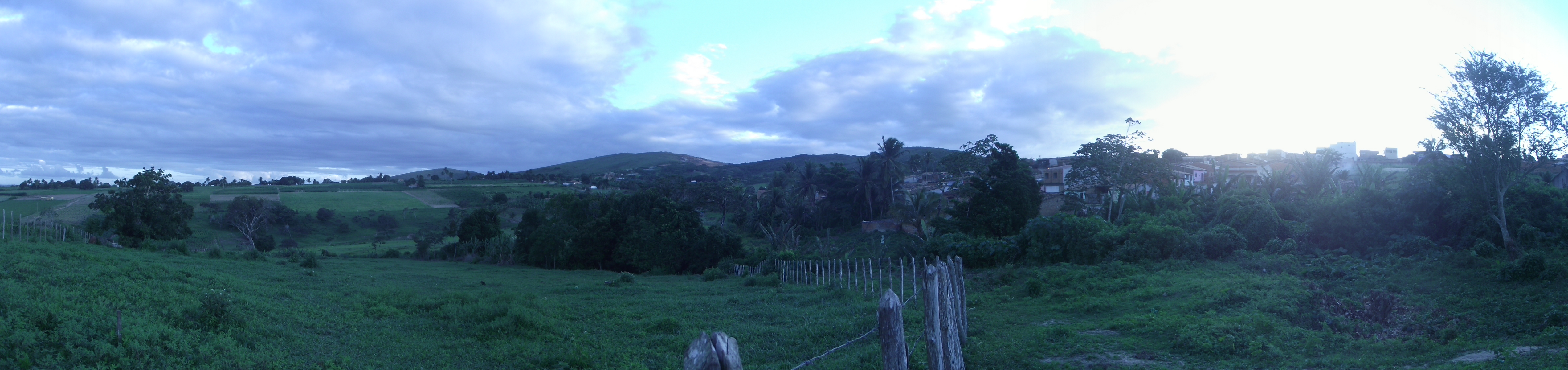

Algumas fotos de Malhador.